# Marcello Di Caterina
Marcello Di Caterina (Napoli, 17 agosto 1968) è un politico italiano.

## Biografia

### Elezione a deputato
Alle elezioni politiche del 2008 è candidato alla Camera dei Deputati, nella circoscrizione Campania 1, nelle liste del Popolo della Libertà (in sedicesima posizione), venendo eletto deputato della XVI Legislatura.
In occasione delle elezioni amministrative del 2009 di candida alla carica di Sindaco di Portici sostenuto da una coalizione di centro-destra (composta da PdL, UDC, Nuovo PSI e due liste civiche), venendo tuttavia sconfitto al primo turno dal candidato del PD Vincenzo Cuomo.
Alle successive elezioni politiche del 2013 è ricandidato alla Camera dei Deputati, sempre nella circoscrizione Campania 1, nelle liste del Popolo della Libertà (in decima posizione), risultando tuttavia il terzo dei non eletti.
Dall'ottobre 2016 è Direttore Generale di ALIS, l'Associazione Logistica dell'Intermodalità Sostenibile.